# Aziz Benkahla
Aziz Benkahla, né le 23 décembre 1977 à Chalon-sur-Saône, est un joueur français international algérien de handball.
Après sa carrière de joueur en France notamment pendant 10 ans au HBC Villefranche-en-Beaujolais, il devient entraîneur, depuis 2018 au Grenoble Saint-Martin-d'Hères Métropole Isère Handball,. Il se la joue.

## Palmarès

### Avec l'équipe d'Algérie
Championnat du monde
- 19e au championnat du monde 2009 ( Croatie)

Championnat d'Afrique
- Médaille de bronze au championnat d'Afrique 2008 ( Angola)

### En club
- Vainqueur de Championnat de France de Division 2 (1) : 2004.

## Statistiques
| Saison      | Ligue  | Equipe       | MJ | Tirs R | Tirs T | %    | 7m R | 7m T | %    | Int | P.Déc. | BP | Avert. | Buts |
| ----------- | ------ | ------------ | -- | ------ | ------ | ---- | ---- | ---- | ---- | --- | ------ | -- | ------ | ---- |
| 2013 / 2014 | D2     | Valence      | 24 | 15     | 25     | 60   | 0    | 0    | 0    | 1   | 2      | 5  | 11     | 15   |
| 2012 / 2013 | D2     | Valence      | 23 | 37     | 51     | 72,5 | 0    | 0    | 0    | 2   | 3      | 10 | 12     | 37   |
| 2011 / 2012 | Nat. 1 | Valence      | 26 | 78     | 78     | 100  | 0    | 0    | 0    | 0   | 0      | 0  | 0      | 78   |
| 2010 / 2011 | Nat. 1 | Valence      | 18 | 28     | 28     | 100  | 0    | 0    | 0    | 0   | 0      | 0  | 0      | 28   |
| 2009 / 2010 | D2     | Billère      | 26 | 30     | 57     | 52,6 | 0    | 1    | 0    | 15  | 8      | 30 | 6      | 30   |
| 2008 / 2009 | D2     | Villeurbanne | 13 | 13     | 21     | 61,9 | 2    | 3    | 66,7 | 1   | 1      | 9  | 6      | 15   |
| 2007 / 2008 | LNH    | Villefranche | 25 | 72     | 112    | 64,3 | 2    | 3    | 66,7 | 16  | 20     | 30 | 9      | 74   |
| 2006 / 2007 | D2     | Villefranche | 31 | 83     | 117    | 70,9 | 0    | 1    | 0    | 12  | 26     | 22 | 18     | 83   |
| 2005 / 2006 | LNH    | Villefranche | 24 | 31     | 48     | 64,6 | 1    | 1    | 100  | 7   | 10     | 8  | 12     | 32   |
| 2004 / 2005 | LNH    | Villefranche | 20 | 20     | 33     | 60,6 | 0    | 0    | 0    | 13  | 9      | 12 | 13     | 20   |
| 2003 / 2004 | D2     | Villefranche | 30 | 35     | 50     | 70   | 1    | 1    | 100  | 13  | 22     | 12 | 18     | 36   |
| 2002 / 2003 | D2     | Villefranche | 30 | 64     | 83     | 77,1 | 0    | 0    | 0    | 5   | 11     | 20 | 20     | 64   |